# Ordinacris
Ordinacris is een geslacht van rechtvleugeligen uit de familie veldsprinkhanen (Acrididae). De wetenschappelijke naam van dit geslacht is voor het eerst geldig gepubliceerd in 1966 door Dirsh.

## Soorten
Het geslacht Ordinacris  is monotypisch en omvat slechts de volgende soort:
- Ordinacris viridis (Dirsh, 1966)